# Real Audiencia de Guatemala
La Audiencia y Cancillería Real de Santiago de Guatemala o Audiencia de los Confines de Guatemala y Nicaragua —conocida simplemente como Real Audiencia de Guatemala o Real Audiencia de los Confines— era el más alto tribunal de la Corona española en el territorio del llamado Reino de Guatemala, también conocido como Capitanía General de Guatemala, en las actuales repúblicas de Guatemala, Belice, El Salvador, Honduras, Nicaragua y Costa Rica, además del estado mexicano de Chiapas.
Fue creada por real cédula del 20 de noviembre de 1542 para ser erigida en Santiago de los Caballeros de Guatemala, pero fue establecida en otra ciudad, "por orden del Consejo de Indias de 13 de septiembre de 1543, se manda a la audiencia residir en la villa de Valladolid de Comayagua", luego de ser suprimida la Real Audiencia de Panamá. 
La audiencia estuvo compuesta al principio de cuatro oidores letrados, seguidamente fue trasladada en 1544 a Gracias a Dios, actual ciudad de Gracias (Lempira), en Honduras, punto fronterizo de las provincias de Guatemala, Honduras y Nicaragua. La jurisdicción de la real audiencia y de la capitanía general guatemalteca originalmente comprendía los actuales territorios de Yucatán, Tabasco, Cozumel, Chiapas, Soconusco, Guatemala, El Salvador, Honduras, Nicaragua y Costa Rica. Su función era conocer todas las causas criminales nuevas y pendientes y sus sentencias no podían apelarse. Posteriormente fue trasladada en 1549 a Santiago de los Caballeros de Guatemala y, luego de los Terremotos de Santa Marta que destruyeron dicha ciudad en 1773, fue trasladada a la Nueva Guatemala de la Asunción.
El caso de la Real Audiencia de Guatemala fue muy particular. Corresponde lo que posteriormente en el siglo XVII Antonio de León Pinelo denominó «Audiencia Pretorial» o «Audiencia Pretoriana», que definía a una audiencia gobernadora cuya jurisdicción coincidía con la de una capitanía general, definida en su momento por razones geopolíticas ante la disputa que las potencias europeas hacían a España en el Caribe. Desde su creación en 1543 la audiencia guatemalteca tuvo funciones plenas de administración de gobierno y de justicia, ya que su presidente era a la vez capitán general, gobernador de la provincia, vicepatrono real y delegado de la Real Hacienda.
A diferencia de las audiencias de Guadalajara, Quito, Concepción (Chile) y Panamá, que durante el siglo XVI eran audiencias subordinadas, al virrey de México y de Lima, respectivamente, la Audiencia de Guatemala no dependía de ninguna otra audiencia, sino directamente del Consejo de Indias, siendo la primera audiencia pretoriana en territorio americano; ello explica, por ejemplo, la ausencia de documentación de la Audiencia de Guatemala en los archivos mexicanos.

## Historia
La Audiencia de los Confines de Guatemala y Nicaragua fue erigida por real cédula del 20 de noviembre de 1542 a la vez que la Real Audiencia de Lima. Ambas audiencias se repartieron el territorio de la suprimida Real Audiencia de Panamá. Las gobernaciones de Guatemala, Honduras, Chiapas y Nicaragua, existentes al momento de su fundación fueron suprimidas y convertidas en alcaldías mayores, pero luego fueron restauradas como provincias dentro de la Capitanía General de Guatemala: en 1561 Soconusco, en 1564 Honduras, en 1565 Nicaragua y en 1568 la provincia de Nueva Cartago y Costa Rica. 
| «... porque de aquí adelante no ha de haber Abdiencia en Panamá. Otrossí mandamos que se ponga una Abdiencia rreal en los confines de Guatimala y Nicaragua, en que haya quatro oydores letrados y el uno dellos sea presidente, como por Nos fuere ordenado; y al presente mandamos que pressida el Licenciado Maldonado, que es oydor de la Abdiencia que rreside en México, y que esta abdiencia tenga a su cargo la governación de las dichas provincias y sus aderentes, en las quales no ha de aver governadores si por Nos otra cosa no fuere hordenado...» |

El 13 de septiembre de 1543 se ordenó que la audiencia sea trasladada desde Santiago a la villa de Santa María de la Nueva Valladolid de Comayagua y se mandó la incorporación de la provincia de Yucatán, pero no se concretó sino hasta 1550. 
La audiencia se trasladó provisoriamente el 16 de mayo de 1544, a Gracias a Dios (en la actual Honduras), hasta que por reales cédulas de 25 de octubre de 1548 y 1 de junio de 1549 se estableció en la ciudad de Santiago de Guatemala.  
Por real cédula de 7 de julio de 1550 la provincia de Yucatán fue separada de la Real Audiencia de México e incorporada a la de Guatemala, lo mismo que la provincia de Soconusco, por real cédula del 20 de enero de 1553.

### Traslado a Panamá
El licenciado Juan Núñez de Landecho fue el primer gobernador de la Capitanía General de Guatemala y presidente de la real audiencia al mismo tiempo. Sin embargo, debido a los abusos que cometía, el 30 de mayo de 1563 se nombró al licenciado Francisco Briceño como visitador por real cédula del rey Felipe II. Briceño llegó de incógnito a Santiago de los Caballeros, en donde se hospedó en el convento de los mercedarios quienes fueron los únicos que supieron de su verdadera identidad. Tras apreciar el verdadero estado de los asuntos del reino, anunció formalmente su llegada el 12 de febrero de 1565, y de inmediato puso en arresto domiciliario a Núñez de Landecho, junto con una multa de treinta mil pesos.  Landecho huyó y logró embarcarse en Amatique, pero el barco en que iba zozobró y se asume que falleció en la travesía.
Al inicio de su gestión, Briceño disolvió la audiencia, multando a todos los oidores que habían participado en las anomalías de Núñez de Landecho y, siguiendo las órdenes de Felipe II del 8 de septiembre de 1563, trasladó la audiencia a Panamá, con lo que Guatemala dejó de ser capitanía general desde 1565 y pasó a ser una provincia particular de la Real Audiencia de México, junto con las provincias de Chiapas, Soconusco, Verapaz y El Salvador.
| «Por quanto Nos, entendiendo que ansí cumple a nuestro servicio, havemos acordado de mandar que se mude y pase la Audiencia Real que reside en la ciudad de Santiago, de la provincia de Guatemala, a la ciudad de Panamá, que es en la provincia de Tierra-Firme, y havemos mandado que el nuestro Presidente y oydores de la dicha Audiencia vayan luego a residir y residan en la dicha ciudad de Panamá, y usen y exerzan en la Audiencia Real della los dichos sus oficios, en los límites que por Nos les serán señalados;» |

Los límites de la Real Audiencia de Panamá fueron los siguientes: hacia el este el golfo de Darién y el río Atrato hasta Buenaventura —los tres en la actual Colombia— y por el oeste desde el río Ulúa —en la parte occidental de la presente Honduras— hasta la bahía de Fonseca (actual Nicaragua). El resto de los territorios de la Audiencia de los Confines pasaron a la Real Audiencia de México.

### Retorno a Guatemala
Tras peticiones del regidor Francisco del Valle Marroquín y del fray dominico Bartolomé de las Casas, el rey Felipe II emitió la real provisión del 28 de junio de 1568 en la que mandó que la audiencia volviera a residir en la ciudad de Guatemala separándola de la de Panamá, y nombró a Antonio González como capitán general; esta orden se cumplió cuando el capitán general ingresó a Guatemala con sus oidores el 5 de enero de 1570 y la Real Audiencia de Guatemala se abrió oficialmente el 3 de marzo de 1570. González fue, pues, gobernador y capitán general de las provincias ya indicadas, además de las de Honduras y Nicaragua. No obstante, Yucatán y Tabasco pasaron a depender definitivamente de la Real Audiencia de México, a la que pertenecieron hasta la independencia del territorio en 1810. Contrariamente, una real cédula del 25 de enero de 1553 transfirió la gobernación de Soconusco desde la audiencia mexicana a la guatemalteca.
| «Sepades que para la buena governacion dessas dichas tierras y administración de nuestra Justicia en ellas, havemos acordado de tornar a probeer de nuestra Audiencia y Chancillería Real que resida en esa provincia de Guatimala en la ciudad de Santiago della, para lo qual havemos nombrado nuestro presidente e Oydores que residan en la dicha Audiencia y usen y exersan los dichos sus officios y porque las cossas de nuestro servicio y execucion de la nuestra Justicia y buena gobernación dessas partes se hagan como deven y conbenga al bien general de la dicha tierra.» |

La Recopilación de Leyes de Indias del 18 de mayo de 1680, en Ley VI (Audiencia y Chancilleria Real de Santiago de Guatemala en la Nueva España) del Título XV (De las Audiencias y Chancillerias Reales de las Indias) del Libro II, recoge la real cédula del 28 de junio de 1568, fijando los límites y los funcionarios de esta audiencia:
| «En la Ciudad de Santiago de los Cavalleros, de la Provincia de Guatemala, resida otra nuestra Audiencia y Chancilleria Real, con vn Presidente, Governador y Capitan General: cinco Oidores, que también sean Alcaldes del Crimẽ: vn Fiscal: vn Alguazil mayor: vn Teniente de Gran Chanciller, y los demás Ministros y Oficiales necessarios, y tenga por distrito la dicha Provincia de Guatemala: y las de Nicaragua, Chiapa, Higueras, Cabo de Honduras, la Vera-Paz y Soconusco, con las Islas de la Costa, partiendo terminos por el levante con la Audiencia de Tierrafirme: por el Poniente con la de Nueva Galicia: y con ella, y la Mar del Norte por el Septentrion: y por el Mediodia por la del Sur. Y mandamos, que el Gobernador y Capitan General de las dichas Provincias, y Presidente de la Real Audiencia de ellas, tenga, vse y exerça por si solo la governacion de aquella tierra, y de todo su distrito, assi como la tiene nuestro Virrey de la Nueva España, y provea los repártimientos de Indios, y otros oficios, como lo solia hazer la dicha Real Audiencia, y los Oidores no se entrometan en lo que á esto tocare, ni el dicho Presidente en las materias de justicia, y firme con los Oidores lo que proveyeren, sentenciaren y despacharen.» |

## Territorio
Según el historiador Domingo Juarros, en la primera mitad del siglo xvii la Capitanía estaba conformada por las siguientes unidades administrativas:
| Región                                                  | Componentes |
| ------------------------------------------------------- | --- |
| El valle de Guatemala (o distrito de la Real Audiencia) | Contenía las Alcaldías mayores de: - Amatique - Ciudad Real de Chiapas - Minas de San Andrés de la Nueva Zaragoza - Nicoya - San Salvador - Tegucigalpa - Sonsonate - Suchitepéquez - Verapaz                           |
| Corregimientos                                          | - Acasaguastlán - Atitlán - Chiquimula - Chirripó - Chontales - El Realejo - Escuintla - Guazacapán - Matagalpa - Monimbó - Pacacá - Quepo - Quetzalguaque - Quetzaltenango - Sololá - Tencoa - Turrialba - Totonicapán |
| Gobernaciones o Provincias                              | - Comayagua u Honduras - Gobernación de Nueva Cartago y Costa Rica - Nicaragua - Soconusco |

En 1660 los corregimientos de Quepo, Chirripó, Pacaca y Turrialba fueron suprimidos e incorporados a la gobernación de Costa Rica, mientras que el corregimiento de Tencoa se une a la gobernación de Comayagua y los de Monimbó, Chontales y Quesalguaque a la de Nicaragua.
A principios del siglo XVIII son suprimidas las alcaldías mayores de Amatique y San Andrés de la Nueva Zaragoza y los corregimientos de Escuintla y Guazacapán, formándose la alcaldía mayor de Escuintla, y de Atitlán y Tecpanatitlán. 
En 1753, del corregimiento del Valle de Guatemala el capitán general José Vásquez Priego Montaos y Sotomayor formó las alcaldías mayores de Chimaltenango y de Sacatepéquez.
En 1760 se unió el corregimiento de Acasaguastlán al de Chiquimula. 
En 1764, tras separar de la Alcaldía Mayor de Ciudad Real el territorio de Chiapas y los Zoques, se erigió la Alcaldía de Tuxtla.
A partir de 1785 se comenzó a aplicar el sistema de intendencias (véase Capitanía General de Guatemala).

## Funcionamiento de la Audiencia
Los Oidores gozaban de una renta de 2757 pesos anuales, que fue modificada el 11 de mayo de 1776 y se les fijaron 3300 pesos.  El número de los mismos varió a través de los años, y también su vestimenta; eran conocidos también como Alcaldes del Crimen y gozaban del título de «Consejo de Su Majestad». A partir de 1778 se les confirió el tratamiento de Señoría, por Real Cédula del 28 de septiembre de ese año.
Aparte de asistir diariamente al tribunal, tenían otras adjudicaturas que se turnaban por antigüedad; a un oidor le correspondía por dos años servir como encargado del «juzgado de bienes y de difuntos y ultramarinos», o «segunda Sala de Audiencia»; este tenía la potestad de que sus sentencias no podían apelarse sino que tenían que suplicarse, mientras que a otro, por cuatro meses le correspondía llevar el juzgado de Provincia, con jurisdicción a 20 km de la ciudad de Santiago de los Caballeros.
Entre los cargos perpetuos estaba el de Auditor de Guerra, y que era nombrado por el capitán general; este puesto no tenía gratificación alguna, pero sí gozaba de preeminencia de tener tropa destinada a su casa todos los días.  También estaba el superintendente de la Real Casa de Moneda, que le reportaba un ingreso adicional de 400 pesos anuales y que era nombrado únicamente por el rey. Finalmente, se encontraba el Oidor Decano, a quien por antigüedad le correspondía la «Asesoría del Tribunal de Cruzada».
Otras atribuciones que se repartían entre todos los oidores eran la del papel sellado, diezmos y visitas, imprentas, comisiones de censos y comunidades de pueblos, el gobierno de hospital y el arreglo de las farmacias.